# Camp de régime
Camp de régime (Fat Camp en version originale) est le quinzième épisode de la quatrième saison de la série animée South Park, ainsi que le 63e épisode de l'émission.

## Synopsis
Kenny est prêt à faire n'importe quoi pour de l'argent. Les enfants décident d'exploiter cela à leur profit. Pendant ce temps-là, Cartman part en camp de régime.

## Référence culturelle
- Le Krazy Kenny Show parodie The Tom Green Show et Jackass.